# St Patrick’s Church (Greenock)

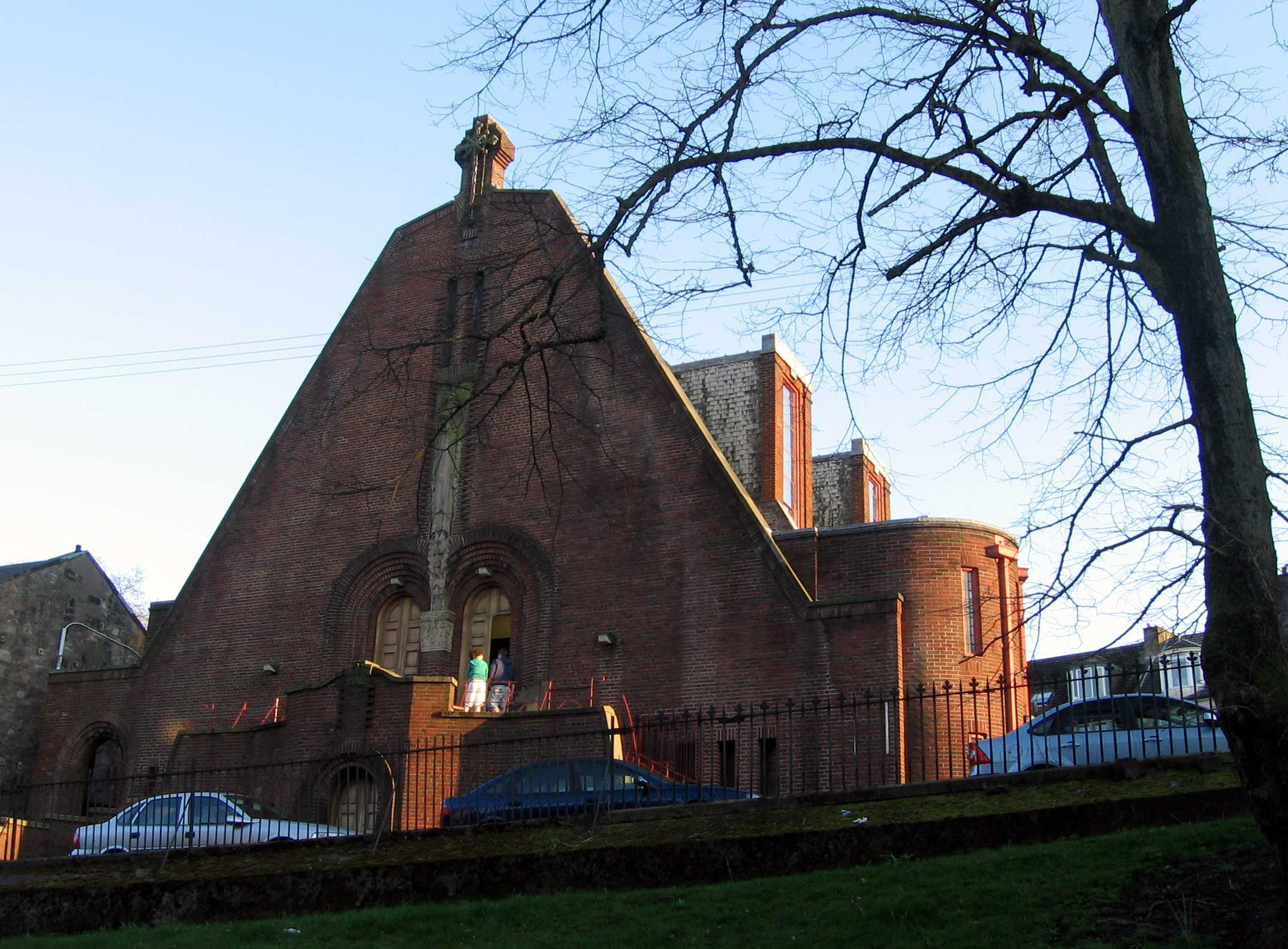
St Patrick’s Church

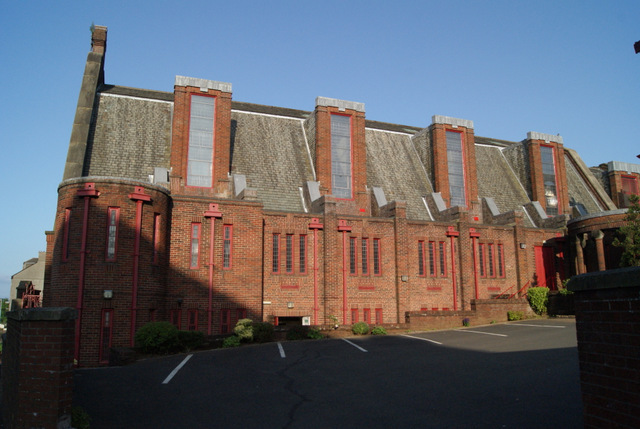
Seitenansicht

Die St Patrick’s Church ist ein römisch-katholisches Kirchengebäude in der schottischen Stadt Greenock in Inverclyde. 1979 wurde das Bauwerk in die schottischen Denkmallisten zunächst in der Kategorie B aufgenommen. Die Hochstufung in die höchste Kategorie A erfolgte 1991. Die Kirche ist noch als solche in Verwendung.

## Geschichte
Mit einer Einwohnerzahl von rund 80.000 besaß Greenock im Jahre 1925 nur zwei römisch-katholische Kirchengebäude, die St Mary’s und die St. Laurence’s Church, die von elf Geistlichen betreut wurden. Unter dem Pfarrer James P. Kelly wurde eine erste Patrickskirche im Jahre 1924 eingerichtet. Die heutige Kirche wurde zwischen 1934 und 1935 erbaut und im Dezember 1935 konsekriert. Das Gebäude gehört zu den frühen bekannten Bauten des Architekturbüros Gillespie, Kidd & Coia, welches erst ab den 1950er Jahren internationales Renommee erlangte.

## Beschreibung
Die St Patrick’s Church liegt auf einer leichten Anhöhe oberhalb der A78 westlich des Stadtzentrums von Greenock. Das Bauwerk besteht aus Stahlbeton und ist mit rotem Backstein verkleidet. Die wuchtige, nordexponierte Vorderfront beschreibt einen hohen Bogen und soll Stärke ausdrücken. Sie bildet die Form des dahinterliegenden Mansarddaches des Kirchenschiffs ab. In der Apex ragt ein backsteinernes Kreuz mit eingelassenem Bronzekreuz auf. Der Eingangsbereich besteht aus zwei symmetrisch, mittig angeordneten, zweiflügligen Türen mit profilierter Bogenlaibung. Zwischen den Türen ziert ein von Archibald Dawson geschaffenes Relief des Heiligen Patricks, der ein Kind segnet, die Fassade. Entlang des Kirchenschiffes sind hohe, kupfergedeckte Dachgauben auf vier vertikalen Achsen angeordnet. Darunter sind schmale Drillingsfenster mit Bleiglasfenstern verbaut. Das Dach ist mit Schieferschindeln eingedeckt.